# Lavalleja
Lavalleja é um departamento do Uruguai, sua capital é a cidade de Minas. De acordo com o censo de 2011, Lavalleja tinha uma população de 58.815 (28.793 homens e 30.022 mulheres) e 27.644 residências.